# براندون بيترسون (لاعب كرة قدم)
براندون بيترسون (بالإنجليزية: Brandon Peterson)‏ هو لاعب كرة قدم جنوب أفريقي، ولد في 22 سبتمبر 1994 في كيب تاون في جنوب أفريقيا. لعب مع أياكس كيب تاون.